# Atentado de Azbakiyah 1981
El atentado de Azbakiyah fue un ataque terrorista que consistió en la detonación de un coche bomba en el barrio damasceno de al-Azbakiyah, el 29 de noviembre de 1981. La explosión ocurrió frente a un colegio y cerca de un complejo de agencias de inteligencia del gobierno, y destruyó tres edificios de apartamentos y matando a 200 personas entre civiles y personal militar.
La autoría del hecho fue atribuida a la Hermandad Musulmana siria, que en aquel entonces lideraba una insurgencia contra el gobierno baazista de Hafez al-Assad.